# Saint-Germain-de-Pasquier
Saint-Germain-de-Pasquier – miejscowość i gmina we Francji, w regionie Normandia, w departamencie Eure.
Według danych na rok 1990 gminę zamieszkiwało 105 osób, a gęstość zaludnienia wynosiła 53 osoby/km² (wśród 1421 gmin Górnej Normandii Saint-Germain-de-Pasquier plasuje się na 791. miejscu pod względem liczby ludności, natomiast pod względem powierzchni na miejscu 886.).